# Baby Halder
Baby Halder (eller Haldar) (född 1973) är en indisk tjänsteflicka och författare, vars prisade självbiografi Aalo Aandhari (A Life Less Ordinary, 2006) beskrev hennes uppväxt och liv som tjänsteflicka, senare översatt till 17 språk, inklusive 13 främmande språk .

## Bakgrund
Baby Halder föddes i Jammu och Kashmir, och övergavs av sin biologiska mor vid 4-årsåldern i Murshidabad, efter hennes fars alkoholmissbruk. Hon växte upp hos sin far, tidigare militär och chaufför, och sin styvmor, som hon reste med från Kashmir till Murshidabad och slutligen till Durgapur i Västbengalen, där hon växte upp . Hon gick i skolan ibland, men slutade efter sjätte klass, då hon som 12-åring blev bortgift av sin far till en 14 år äldre man. Hon fick sitt första barn som 13-åring, och ytterligare två i en snabb följd. Medan hennes syster blev strypt till döds av sin make, började hon arbeta som tjänsteflicka i kvarteret. Slutligen 1999, då hon var 25 år, lämnade hon sin make efter att ha utsatts för misshandel i flera år, och hoppade på tåget till Delhi, tillsammans med sina tre barn. Som ensamstående mor började hon arbeta som hembiträde i New Delhi, för att försörja sina barn, men kom att hamna på flera ställen där hon utnyttjades av sina arbetsgivare..

### Fotnoter
1. 1 2  ”IN CONVERSATION: `Writing has to be classless'”. The Hindu. 15 april 2007. Arkiverad från originalet den 19 april 2007. https://web.archive.org/web/20070419142444/http://www.hindu.com/mag/2007/04/15/stories/2007041500130500.htm. Läst 20 maj 2012.
2. ↑  hämtat från: engelskspråkiga Wikipedia.[källa från Wikidata]
3. 1 2  Amelia Gentleman (2 augusti 2006). ”In India, a Maid Becomes an Unlikely Literary Star”. New York Times. http://www.nytimes.com/2006/08/02/books/02maid.html?_r=1&oref=slogin.
4. 1 2  Raka Ray; Seemin Qayum (2009). Cultures of Servitude: Modernity, Domesticity, and Class in India. Stanford University Press. ISBN 080477109X. http://books.google.co.in/books?id=8kagyDaljjQC&pg=PT94&dq=Baby+Haldar&hl=en&sa=X&ei=oiG7T57DIoftrAf4mOWDCA&ved=0CFwQ6AEwBQ#v=onepage&q=Baby%20Haldar&f=false
5. 1 2  ”Baby’s day out in Hong Kong”. DNA (newspaper). 19 mars 2007. http://www.dnaindia.com/world/report_baby-s-day-out-in-hong-kong_1085823.
6. ↑  ”Maid to write sequel to autobiography”. The Tribune. 11 augusti 2006. http://www.tribuneindia.com/2006/20060811/delhi.htm#5. Läst 20 maj 2012.
7. ↑  ”Housemaid makes it big in literature”. The Tribune. 27 mars 2010. http://www.tribuneindia.com/2010/20100327/dplus.htm#2. Läst 20 maj 2012.
8. 1 2  ”The Diary Of Baby Haldar”. Outlook (magazine). 24 februari 2003. http://www.outlookindia.com/article.aspx?219105.
9. ↑  ”From maid to bestselling author”. BBC News. 21 september 2004. http://news.bbc.co.uk/2/hi/south_asia/3644934.stm.